# Mirra Komarovsky
Mirra Komarovsky (Akkerman, 5 de febrero de 1905 – Nueva York, 30 de enero de 1999) fue una pionera ruso-americana de la sociología de género.

## Primeros años
Hija de Mendel y Anna Komarovsky (née Steinberg) en una familia judía privilegiada de la entonces Rusia Zarista, su familia huyó del país después de la Revolución rusa de 1917. Los padres de Komarovsky eran sionistas y habían sido dueños de tierras en Akkerman, Rusia, hasta que la policía zarista los expulsó de sus propiedades. Se mudaron inicialmente a Bakú (actualmente Azerbaiyán) y finalmente a Wichita, Kansas luego de la Revolución Bolchevique cuando Mirra tenía 16 años de edad. En Bakú, Komarovsky disfrutó de un estilo de vida de clase media-alta; recibió educación en el hogar con tutores particulares y aprendió a hablar ruso, inglés, hebreo, y francés, así como a tocar el piano.

## Vida en los Estados Unidos
Una vez en los Estados Unidos, se graduó de la Wichita High School al año de ingresar y, en 1922, fue admitida a la clase de 1926 del Barnard College. Uno de sus profesores, el sociólogo William Ogburn, le aconsejó no esforzarse en obtener educación universitaria, en gran parte debido a los roles de género prescritos y al antisemitismo en la época. Sin embargo, obtuvo su maestría de la Universidad de Columbia y prosiguió sus estudios hasta obtener su doctorado.

## Komarovsky como socióloga
El tema de disertación de Komarovsky, el cual ella decidió en 1935 a través de un empleo de investigación con el matemático Paul Lazarsfeld en el New York Institute for Social Research, fue “The Unemployed Man and His Family." Obtuvo su Ph.D en Sociología en 1940 de la Universidad de Columbia debido a este trabajo. Más tarde publicado como libro, El Hombre Desempleado era un estudio intensivo de cincuenta y nueve familias a través del método sociológico cualitativo.
Komarovsky construyó su legado investigando las actitudes sociales y culturales de las familias. Una gran parte de su trabajo estuvo centrada en la idea del “retardo cultural”, en el cual las actitudes culturales que rodean a las mujeres generalmente no avanzan al mismo ritmo de los avances tecnológicos y sociales. Durante el resto de su carrera, continuó estudiando el rol de las mujeres y los puntos de vista de la sociedad hacia estos roles. Se convirtió en una de las primeras científicas sociales en dar una mirada crítica al género y al rol de las mujeres en la sociedad.
Komarovsky se retiró en 1970, luego de 32 años en la facultad del Barnard College, pero regresó a Barnard en 1978 y se convirtió en la directora del programa de Estudios de la Mujer hasta 1992.
En 1973 y 1974, pasó a ser la segunda mujer, después de Dorothy Swaine Thomas, en ser presidenta de la Asociación Sociológica Americana. Su búsqueda durante la década de 1980 siguió de cerca muchos de los cambios que tienen lugar en la consciencia de las mujeres jóvenes y sus elecciones de vida en respuesta al movimiento feminista.

## Vida personal
En 1940 se casó con Marcus A. Heyman. Falleció el 30 de enero de 1999 a los 93 años, en Nueva York.

## Trabajos notables
- Leisure: A Suburban Study, 1934
- The Unemployed Man and His Family, 1940
- Women in the Modern World. Their Education and Their Dilemmas, 1953
- Common Frontiers of the Social Sciences, 1957
- Blue-Collar Marriage, 1964
- Sociology and Public Policy, (975
- Dilemmas of Masculinity: A Study of College Youth, 1976
- Women in College. Shaping New Feminine Identities, 1985.